# Hush puppies (gastronomia)
Gli hush puppies sono piccole frittelle a base di farina di mais preparate negli Stati Uniti meridionali. Esse vengono spesso servite come contorno per piatti a base di frutti di mare e altri cibi fritti e appartengono al cosiddetto soul food.

## Storia
L'uso del mais macinato fu introdotto dai nativi americani e la cucina dei popoli Cherokee, Chickasaw, Choctaw, Creek e Seminole derivava da quella degli Stati Uniti meridionali. Essa si basava principalmente sulla farina di mais o sui chicchi del granturco che, dopo essere stato bolliti in una soluzione alcalina, venivano lavati e macinati. Da questo procedimento, noto come nixtamalizzazione, veniva ricavato un composto noto come nixtamal. Il pane di mais era popolare durante la guerra civile americana del diciannovesimo secolo perché era molto economico, poteva essere manipolaro in molte forme e dimensioni diverse oppure fritto per la preparazione di un pasto veloce. Secondo quanto riporta l'alpinista Charles Hudson in un suo resoconto:

## Etimologia
Il primo uso registrato della parola "hush-puppy" risale al 1899. Il nome risulta essere stato coniato da cacciatori, pescatori e cuochi che, durante i picnic o mentre preparavano una frittura di pesce, fecero friggere anche una miscela di farina di mais (probabilmente con l'impasto del pane o la pastella) da dare ai loro cani per "zittire i cuccioli (hush the puppies)". Altre leggende datano il termine alla guerra civile, quando i soldati confederati gettavano a terra del pane di mais fritto per mettere a tacere i loro cani.

## Preparazione
Per preparare gli hush puppies bisogna usare farina di mais e di frumento, uova, sale, bicarbonato, latte o latticello e acqua. Possono anche essere aggiunti cipolle, aglio, mais integrale e peperoni. A volte per la loro preparazione viene usata la pastella per le frittelle. La pastella viene miscelata bene, aggiustando gli ingredienti fino a ottenere uno spessore e lasciando cadere un cucchiaio alla volta in olio bollente. I piccoli pani sono fritti fino a quando divengono dorati e croccanti. Gli hush puppies sono serviti con frutti di mare o cibi alla griglia.

## Alimenti simili

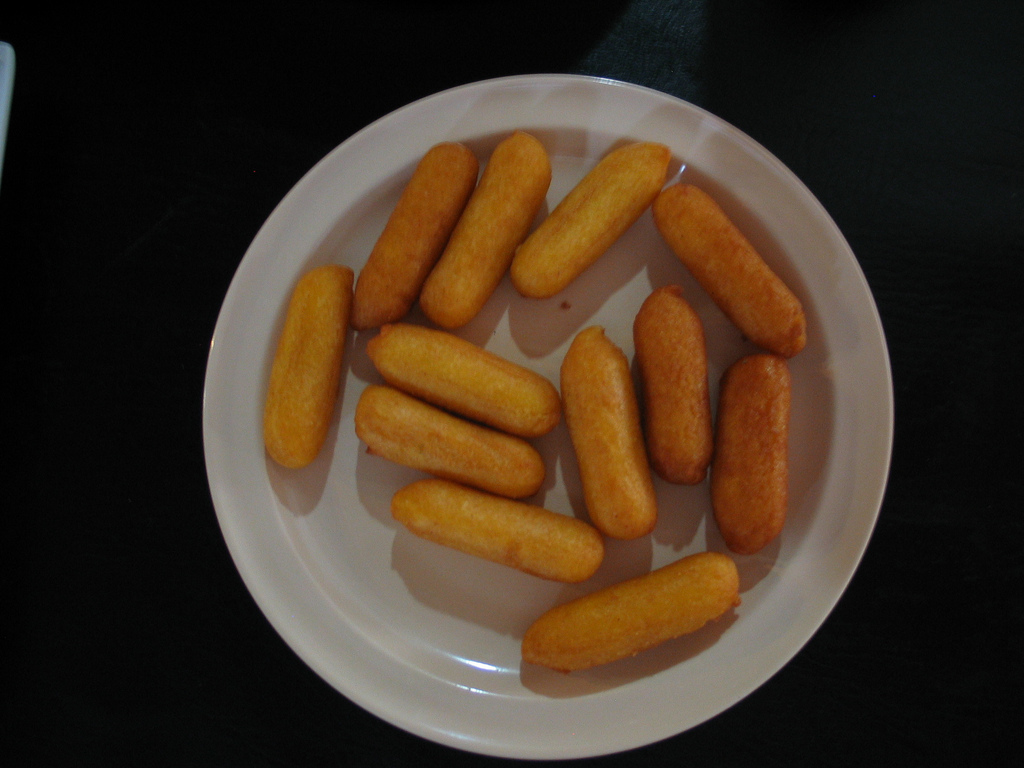
Alcuni sorullitos

In Giamaica vengono serviti degli gnocchi fritti simili noti come festival, contenenti sale e zucchero e serviti con carne o pesce che può essere fritto, in escabeche o in ceviche. A Porto Rico vengono serviti degli hush puppies noti come "sorullos" o "sorullitos", simili a piccole salsicce.